# 강화 고려궁지
강화 고려궁지(江華 高麗宮址)는 고려시대의 궁궐과 조선시대의 외규장각이 있었던 장소다. 위치는 인천광역시 강화군 강화읍 관청리에 있다. 1964년 6월 18일 대한민국의 사적 제133호로 지정되었다.

## 개요
고려 후기 고려 23대 고종 강화도에 건축된 궁궐터로 추정다. 개경으로 환도한것은 고려 24대 원종 있을때 사실상 원나라에 항복하여 개경으로 환도한 뒤 있던 궁성 다수가 철거됐고, 원 간섭기 고려가 있었으며 공민왕이 친원파를 숙청했다. 고려 멸망 후 조선 왕조에선 강화유수부 동헌 겸 유사시 강화행궁으로 사용했다. 현재 인천시 강화군 강화읍에 있고 사적 제133호로 지정됐다. 꽤 경사가 가파른 곳에 위치해 있고 주변에는 상가와 주차장 매표소 등이 있다.
고려시대에는 이곳에 고려 궁궐이 있었다. 고려가 몽골군의 침략을 피해 1232년 강화도로 수도를 옮긴 이후 최우 장군이 2,000명의 군사를 동원하여 1234년 이 곳에 왕궁을 건립하였다. 규모는 작으나 궁궐과 관아의 명칭을 개경과 같게 하고, 뒷 산의 이름도 송악이라 칭했다. 이후 몽골에 항쟁하던 39년간 고려 왕궁으로 사용하다가 1270년 몽골군의 화친 후 고려왕이 개성으로 환도하게 되자 몽골의 요구에 따라 궁궐과 성곽을 모두 파괴하였다. 현재의 고려궁지 면적은 고려시대 궁궐의 영역 일부에 해당하는 것으로 본래는 동서남북으로 뻗어나간 대규모 공간이었다.
조선시대에는 행궁, 유수부 건물과 함께 민가까지 들어서면서 고려시대 궁궐의 모습이 사라졌다. 1622년 (광해군 14년)에 태조의 영정을 봉안한 '봉선전'을 건립하였으나 병자호란 때 소실되었고, 1631년 (인조 9년)에는 행궁을 건립, 1638년 (인조 16년)에는 유수부 동헌을 개수, 1654년 (효종 5년)에는 유수부 이방청을 건립하였다. 1695년 (숙종 21년)에는 장녕전 건립, 1713년 (숙종 39년)에는 만녕전을 건립하여 조선 궁궐의 모습을 갖추었다. 1782년 (정조6년) 왕실 관련 서적을 보관할 목적으로 왕립 도서관인 외규장각을 건립하였으나 1866년 병인양요 때 프랑스 군이 강화도를 습격하면서 외규장각 안에 보관중이던 서적을 약탈해가고 외규장각을 포함한 여러 건물이 방화로 인해 소실되었다.
1964년 고려 궁궐터는 사적 제133호 "고려궁지"로 지정되었고, 1977년 복원 정비 된 이후 현재는 강화유수부 동헌, 강화유수부 이방청, 강화동종과 2003년 복원된 외규장각이 있다.

## 연혁
- 1232년 고려수도 강화도로 이전
- 1234년 고려 강화궁궐 건립
- 1270년 고려왕, 개경으로 환도, 몽골의 요구대로 궁궐과 성곽을 파괴함
- 1622년 봉선전 건립 (태조의 영정봉안)
- 1627년 강화 유수부로 승격
- 1631년 조선행궁 건립
- 1636년~1637년 청나라가 조선을 침략한 병자호란으로 일부 건물이 불에 탐
- 1638년 유수부 동헌 개축
- 1654년 유수부 이방청 건립
- 1695년 장녕전 건립 (조선 국왕의 영정 봉안)
- 1713년 만녕전 건립 (조선 국왕의 영정 봉안)
- 1781년~1782년 외규장각 건립 (왕립 도서관)
- 1783년 유수부 이방청 중수 (대규모 수리)
- 1866년 프랑스가 조선을 침량한 병인양요로 많은 건물이 불에 탐
- 1964년 고려궁지 사적 지정 (제133호)
- 1977년 강화 중요 국방 유적 복원 정화 사업
- 2003년 외규장각 복원

## 시설

### 강화유수부 동헌

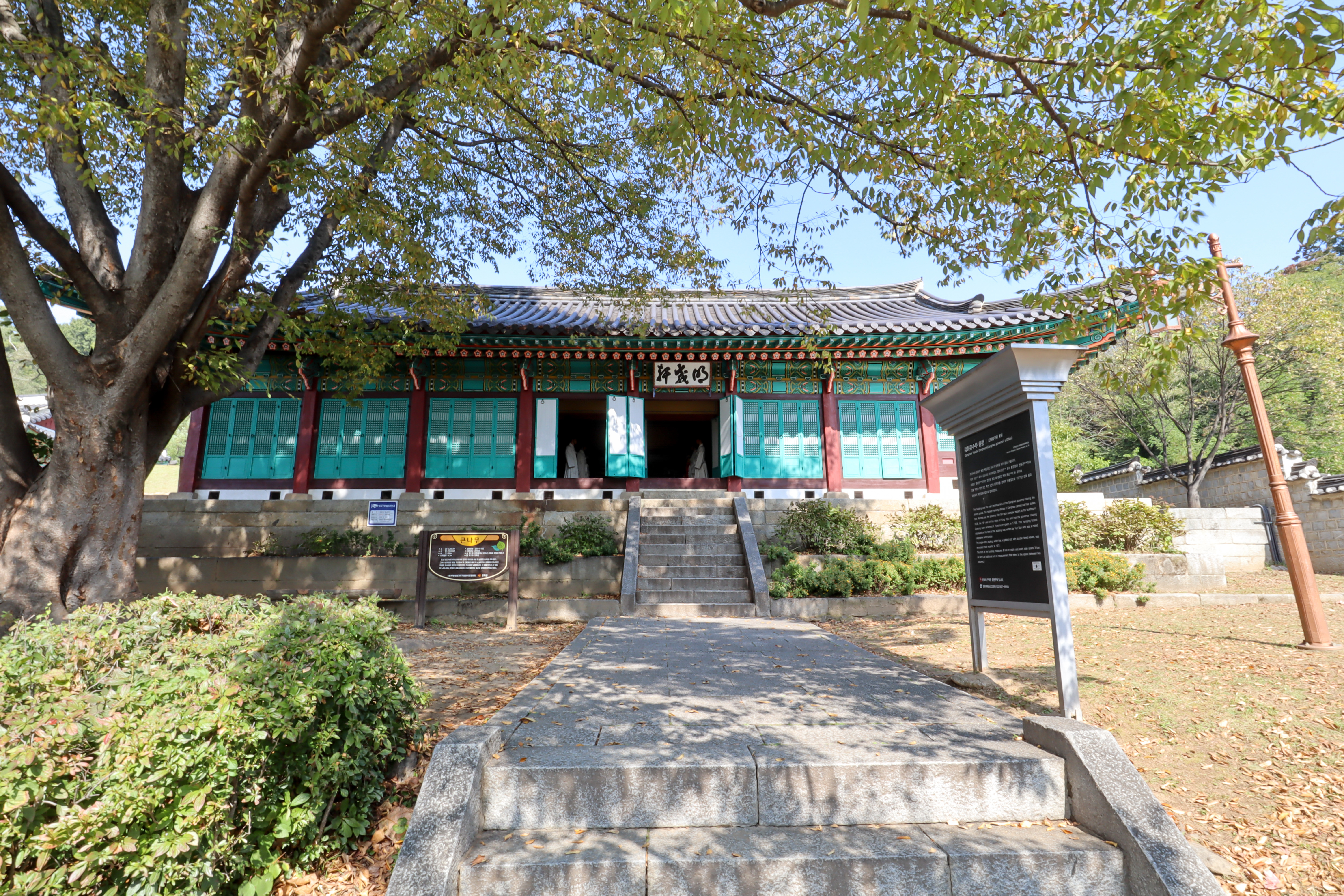
유수부 동헌 건물
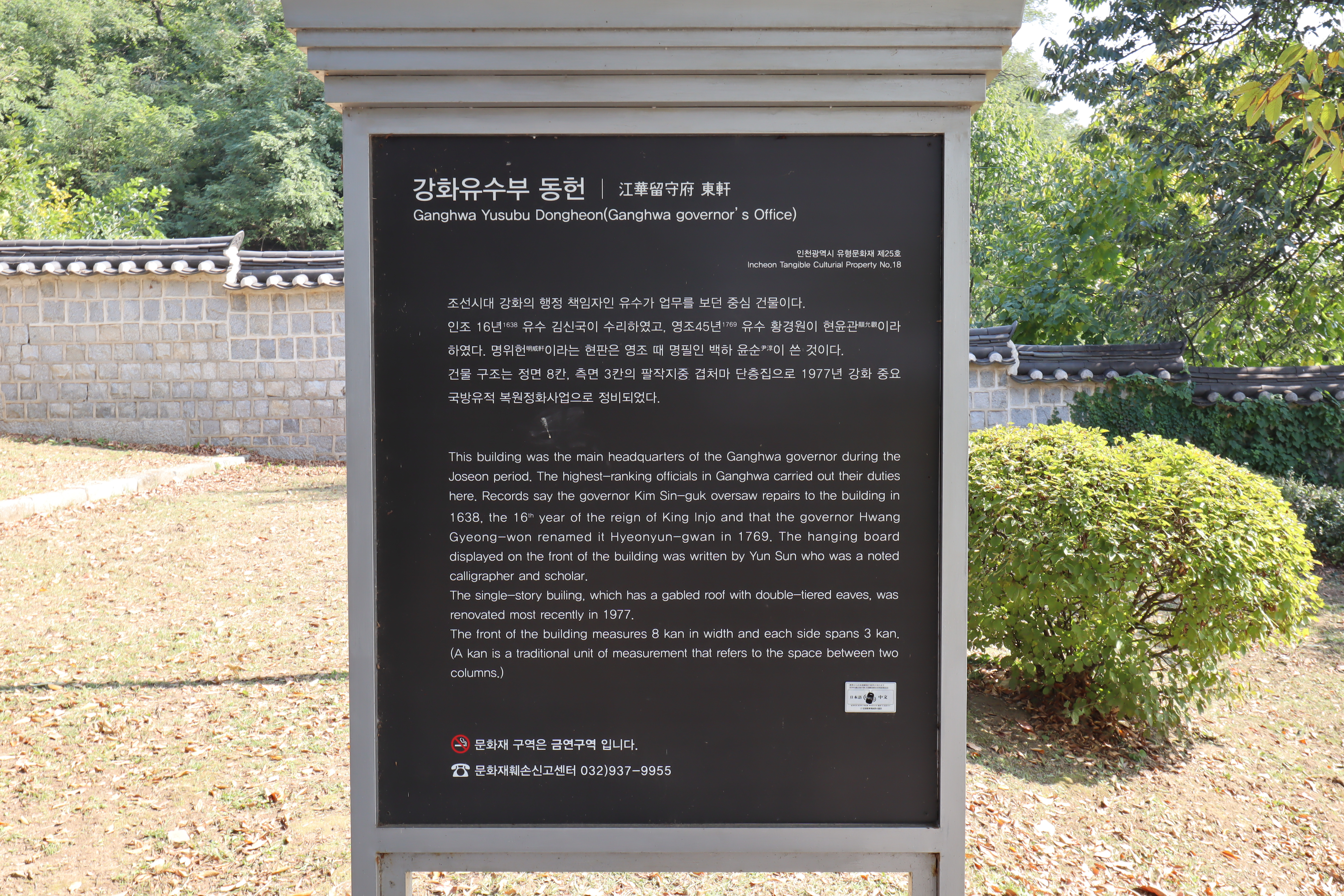
유수부 동헌 안내문

### 강화유수부 이방청

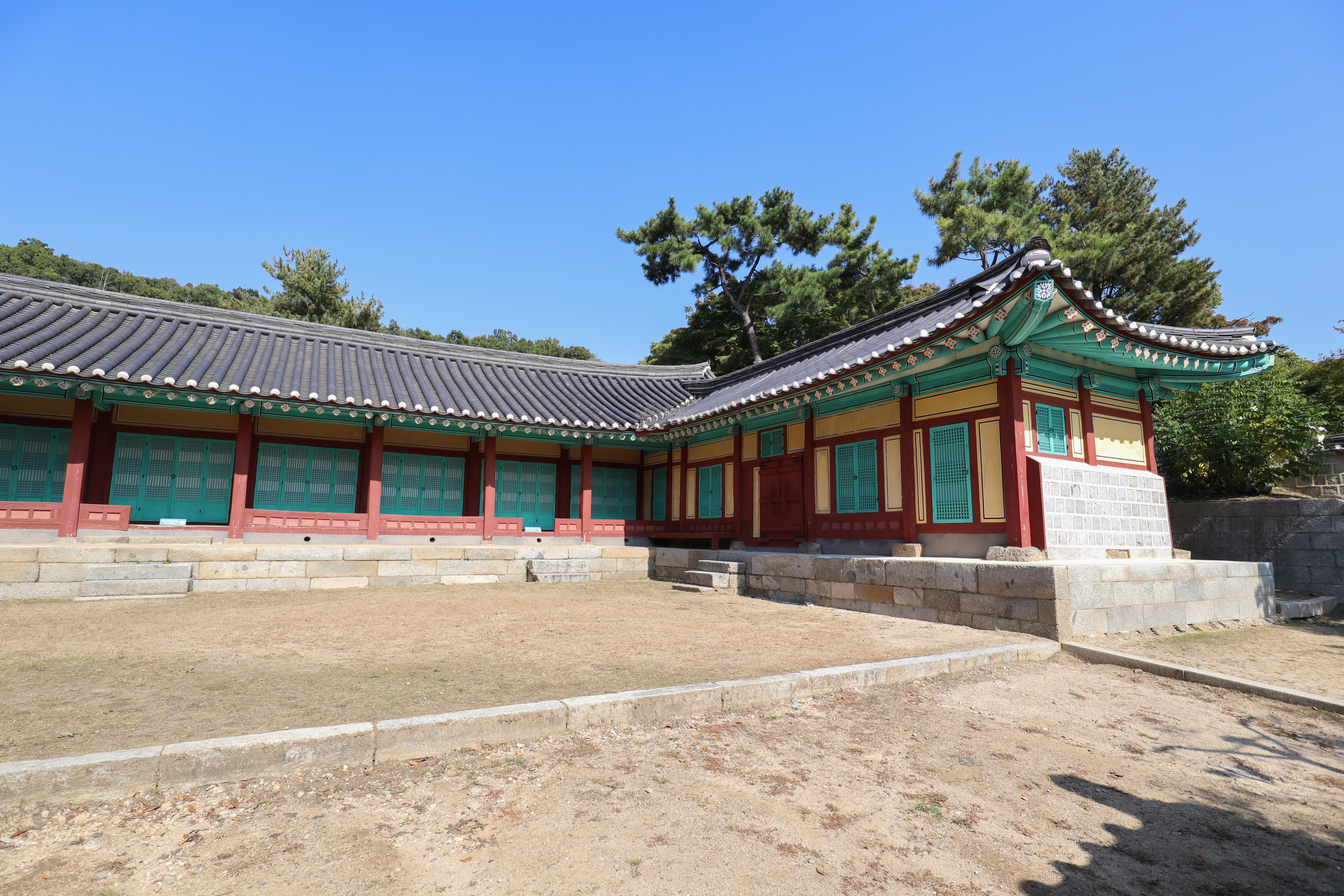
유수부 이방청
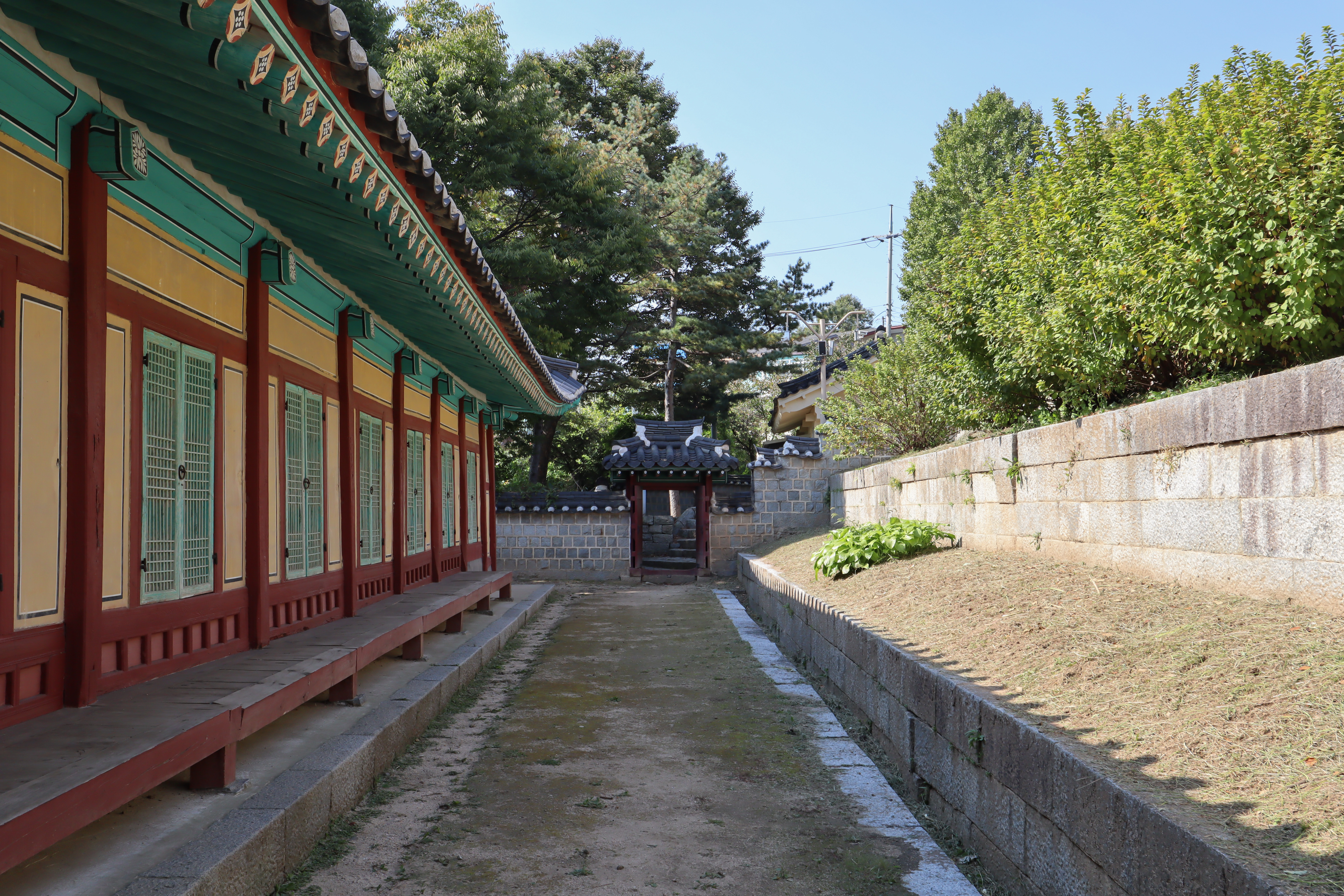
유수부 이방청 뒷길
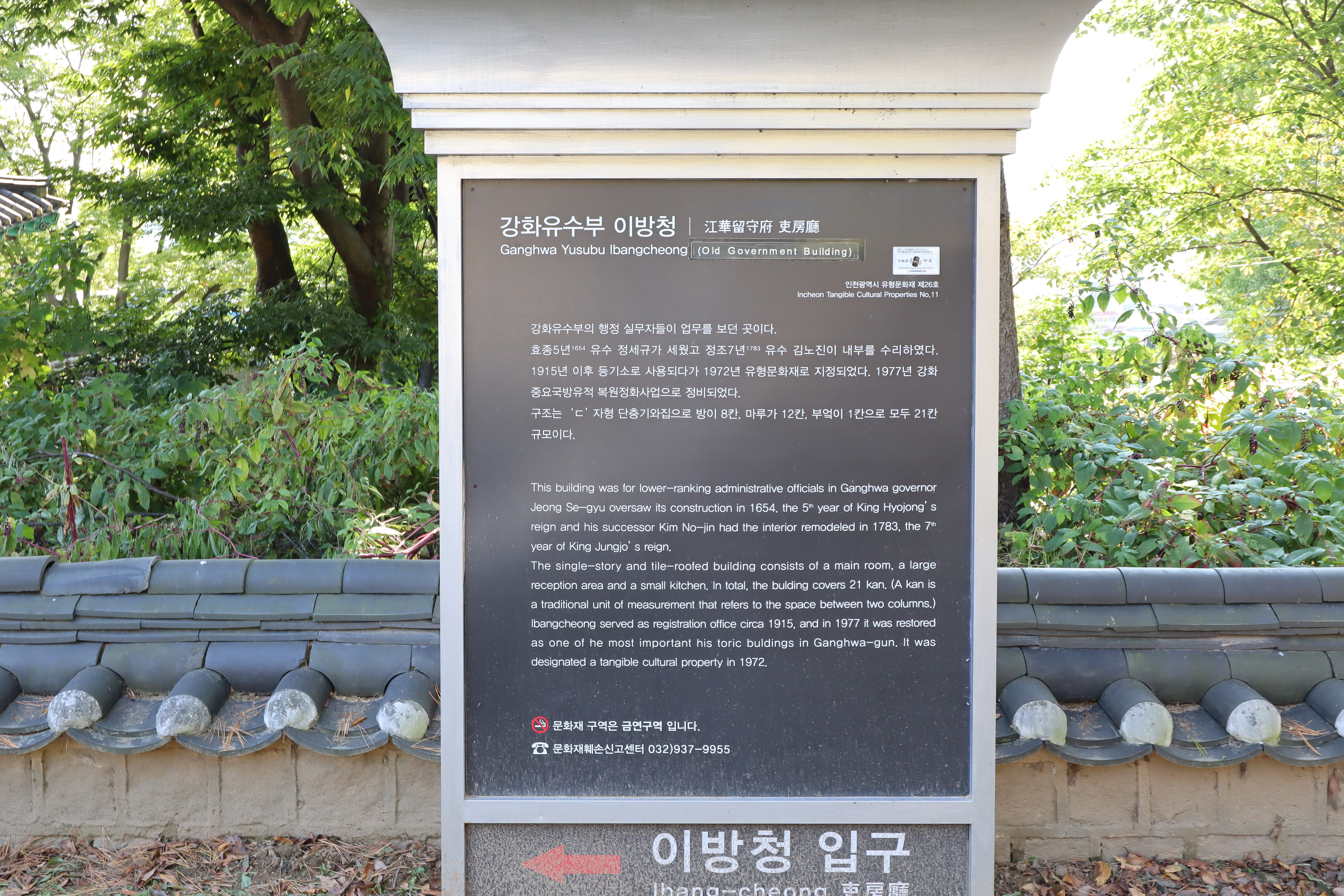
유수부 이방청 설명문

### 외규장각

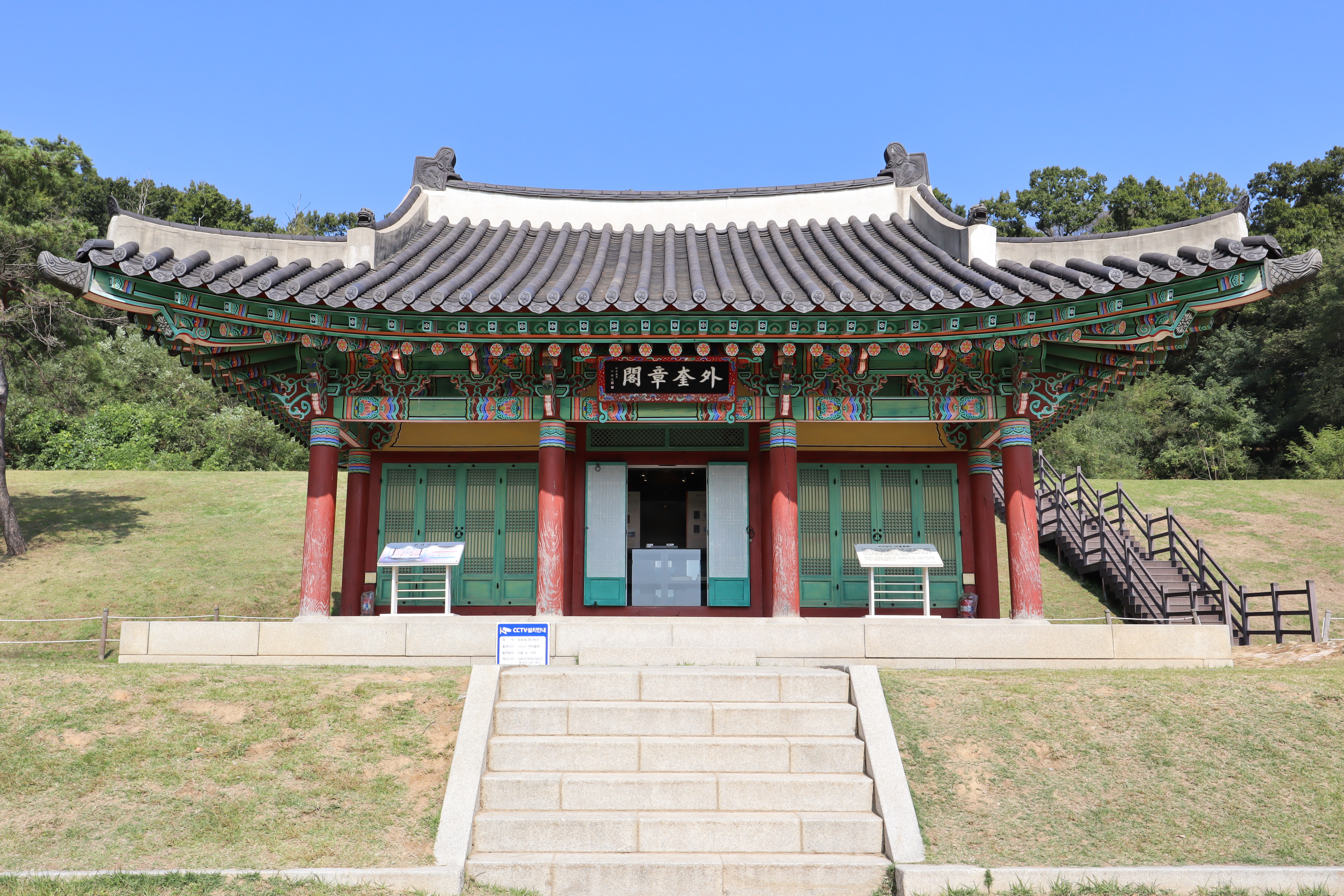
2003년에 복원된 외규장각
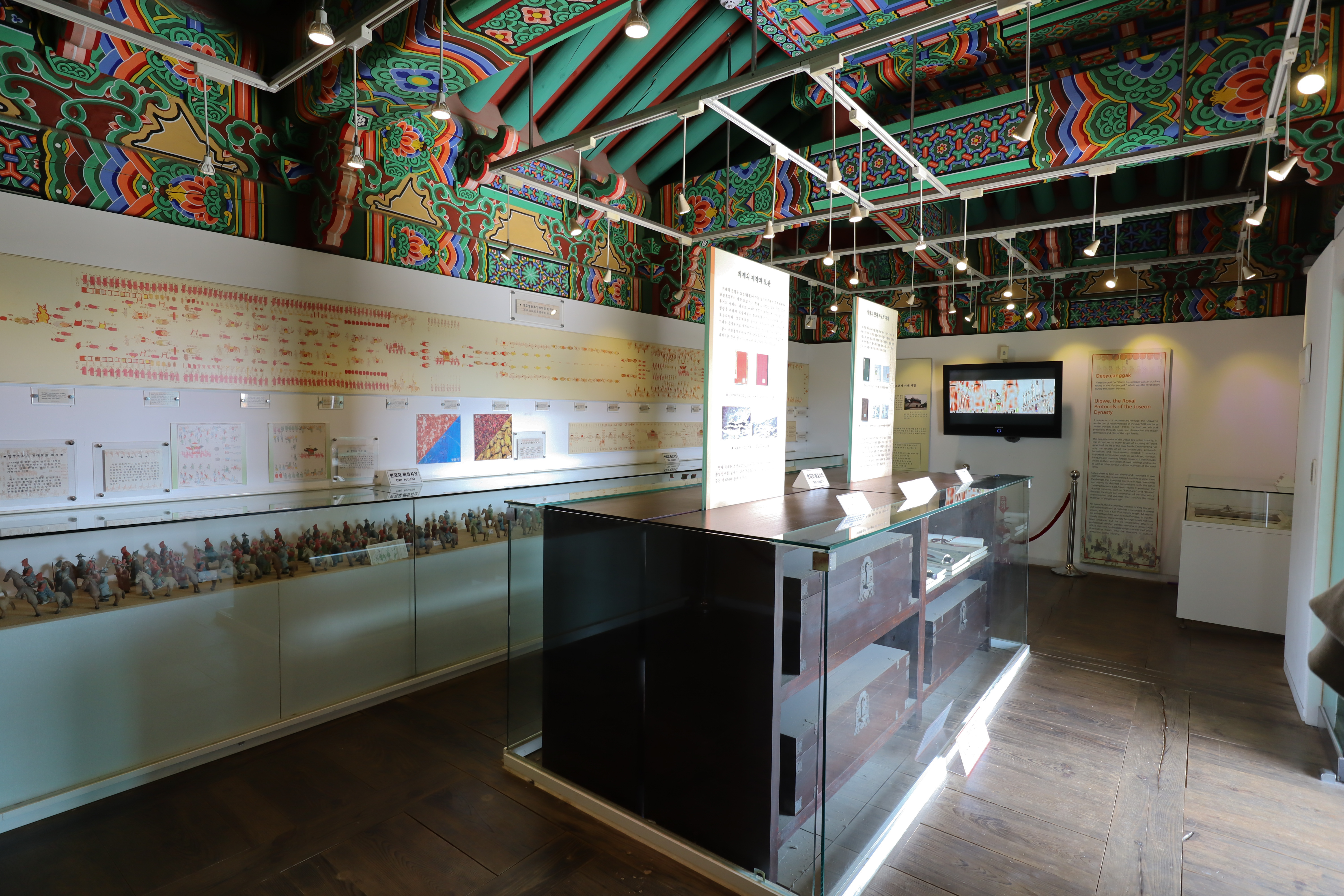
전시관으로 사용되는 외규장각 내부
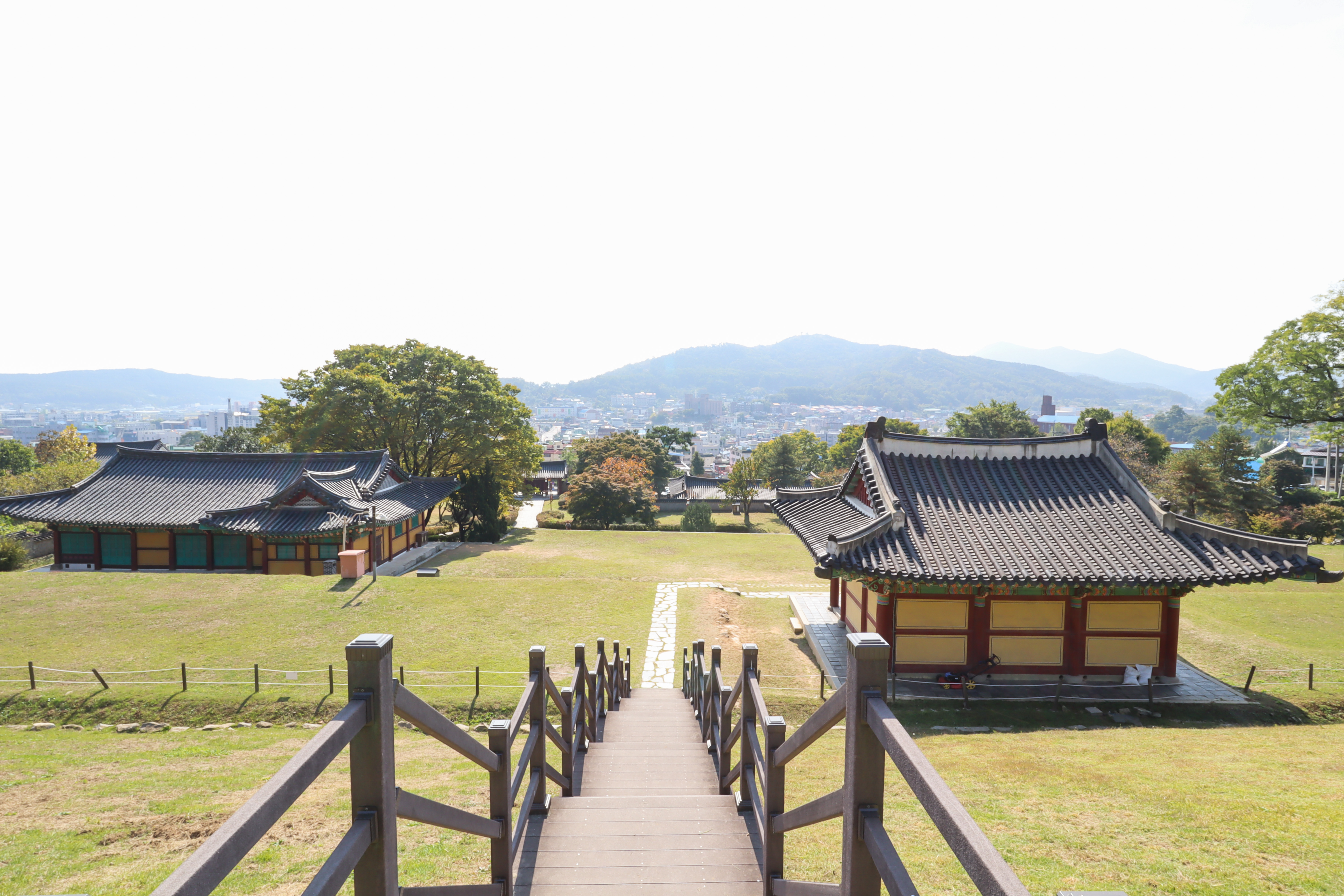
언덕에서 본 외규장각 (우측건물)

### 강화동종

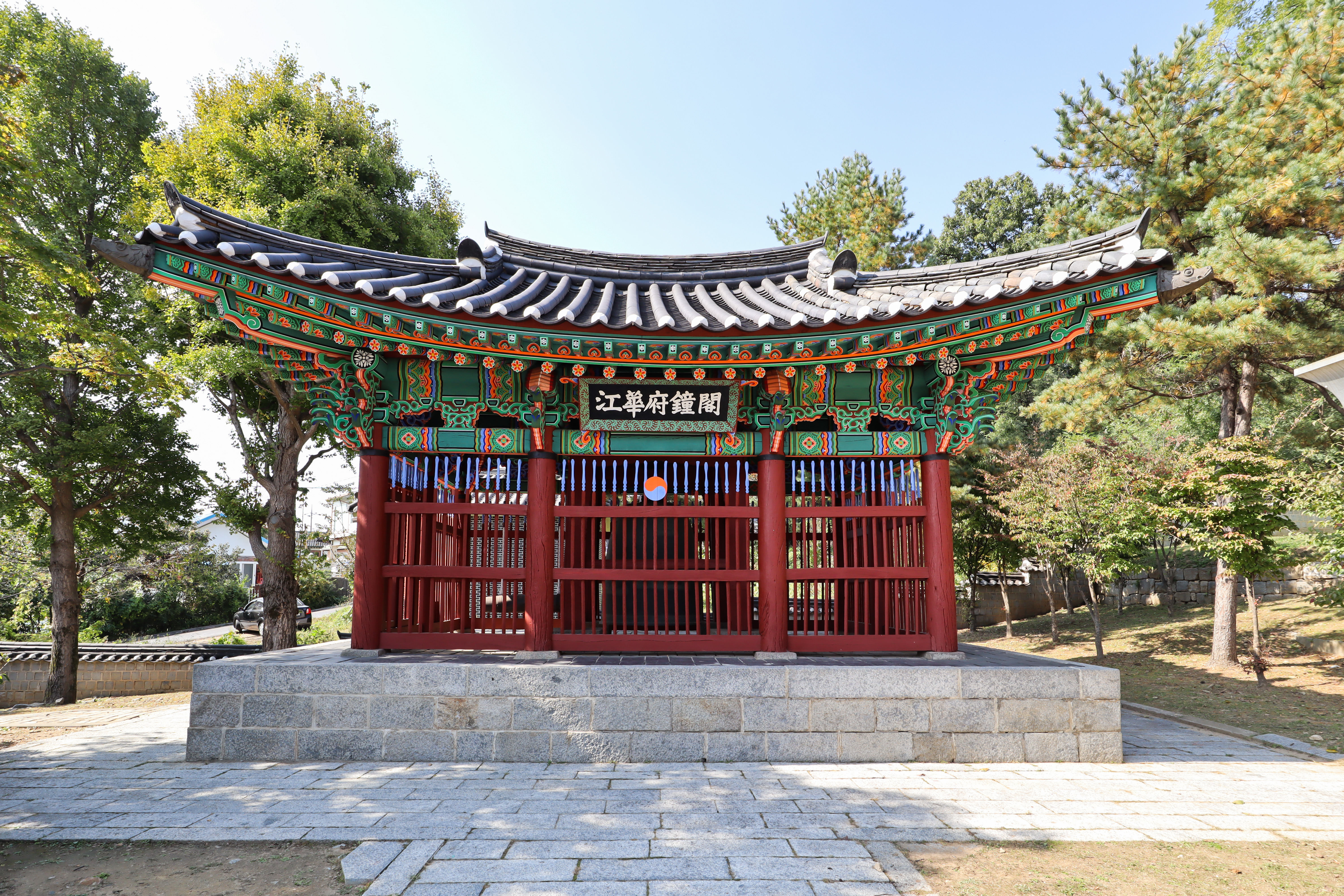
전시용으로 복제된 강화동종
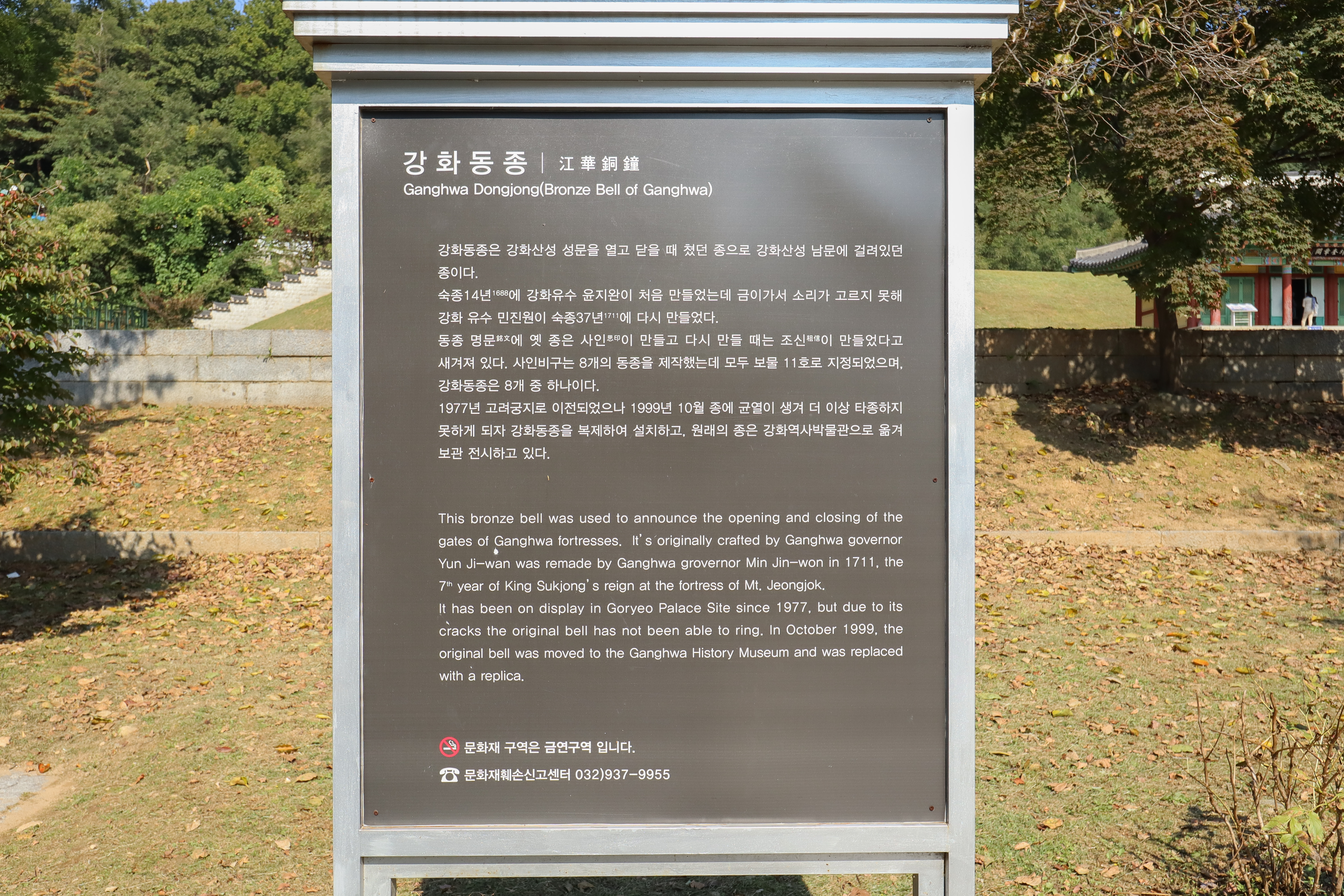
강화동종 설명문

## 같이 보기
- 강화유수부 동헌
- 강화유수부 이방청
- 강화동종
- 외규장각

## 참고 자료
- 강화 고려궁지 - 국가유산청 국가유산포털
- 이 문서에는 다음커뮤니케이션(현 카카오)에서 GFDL 또는 CC-SA 라이선스로 배포한 글로벌 세계대백과사전의 내용을 기초로 작성된 글이 포함되어 있습니다.
- 인천역사문화총서40, 《인천의 문화유산을 찾아서》, 인천광역시 역사자료관, 고려궁 터, 30쪽